# Gezondheidspromotie
Gezondheidspromotie of gezondheidsbevordering wordt door de Wereldgezondheidsorganisatie (WHO) gedefinieerd als: het proces waardoor mensen of groepen van mensen in staat gesteld worden om meer controle te verwerven over de determinanten van hun gezondheid, en zo hun gezondheid te verbeteren.
Gezondheidspromotie is een relatief jong begrip in het domein van de volksgezondheid. Formeel werd het begrip pas in 1986 geïntroduceerd door de WHO. Voordien werd de term gezondheidsvoorlichting en -opvoeding (GVO) gehanteerd. Gezondheidspromotie kadert evenals ziektepreventie binnen de preventieve gezondheidszorg.
Gezondheidsbevordering wordt ook wel Health Promotion genoemd.

## In Vlaanderen
In Vlaanderen dook de term voor het eerst op in 1991 met de publicatie van het Besluit van de Vlaamse regering inzake gezondheidspromotie. Daarmee was Vlaanderen trouwens een relatieve voorloper op het internationale toneel. Het wordt nu verzorgd door het VIGeZ.